# Batalla de Fort Oswego
La batalla de Fort Oswego fue una de las batallas de la guerra de los siete años. Se saldó con la victoria francesa pese a estar en inferioridad. Se desarrolló entre el 10 y el 14 de agosto de 1756. El general Louis-Joseph de Montcalm dirigió un grupo de soldados y milicianos canadienses e indios y tomó Fort Oswego, cerca de Siracusa, al sur del lago Ontario. La victoria supuso un gran frenazo a los planes ingleses y una amenaza al cercano fuerte Frontenac. Esta batalla supuso la confirmación de que las tácticas militares europeas podían aplicarse en suelo americano si se aplicaban las variaciones necesarias.

## Antecedentes
La guerra franco-india había comenzado en 1754 y durante los dos primeros años se sucedieron varias batallas que habían dejado un saldo favorable para los franceses. Después de una serie de escaramuzas a principios de 1756, Montcalm decidió tomar Fort Oswego por las ventajas tácticas que esto suponía. El control de este fuerte facilitaba la defensa de Fort Niágara y Fort Duquesne, lo que más ampliamente, suponía la defensa de todo Quebec.

## La batalla
El 29 de julio Montcalm llegó al fuerte Frontenac con la esperanza de llevar a cabo desde ahí el asalto a Fort Oswego. Sin embargo, dudaba de las capacidades de sus tropas irregulares para llevar a cabo un sitio contra un fuerte bien defendido. Pese a ello, llevó a cabo el ataque liderando a más de 3.000 hombres, de los cuales sólo la mitad eran tropas regulares. Entre sus tropas se encontraban también ciento cincuenta nativos. Marcharon de noche para aprovechar el efecto sorpresa y llegaron a media noche del 10 de agosto a las orillas del río Oswego y comenzaron a atacar inmediatamente. En la zona se encontraban tres fuertes, Fort Ontario, Fort Oswego y Fort George. De los tres sólo Fort Oswego iba a necesitar ser sitiado ya que en cuanto llegó Montcalm la guarnición de Fort George se trasladó a Oswego. Fort Ontario rápidamente estuvo fuera de la zona de tiro, por lo que su guarnición también se dirigió hacia Fort Oswego. Durante la batalla, por tanto había 1.700 hombres en el fuerte, ayudados por 33 cañones y liderados por el coronel Mercer.
Montcalm instaló sus baterías en Fort Ontario y empezó a bombardear el fuerte británico mientras enviaba a sus soldados nativos para atacar por la retaguardia. Muy pronto Mercer resultó muerto, y sin esperanzas de recibir refuerzos, la guarnición inglesa capituló el 14 de agosto. Fueron capturados 1.600 hombres, 121 cañones y varias embarcaciones. Los otros dos fuertes fueron destruidos.

## Consecuencias
Esta victoria fue muy importante para Francia ya que les permitió controlar las conexiones entre Quebec y Luisiana. Además, al destruir los otros dos fuertes, fue un importante gesto hacia sus aliados indios, con el que les devolvía sus tierras arrebatadas por los ingleses.